# احمد صالح

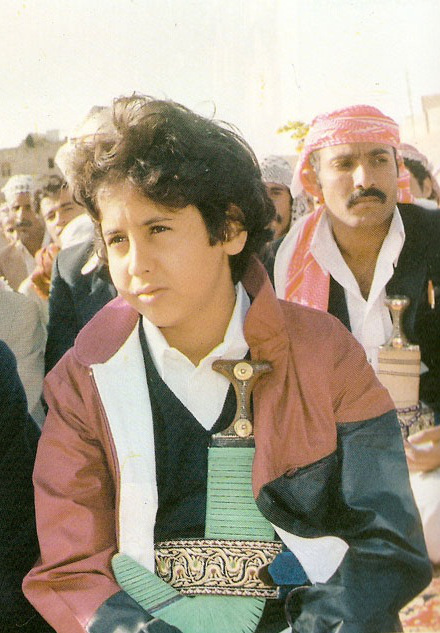

احمد صالح پسر رئیس‌جمهور یمن علی عبدالله صالح، و برطبق انتظارها جانشین پدر در به عهده‌گیری نقش‌های وی برای دودمان خود می‌باشد.